# Бешеная утка
«Бешеная утка» (англ. Duck Amuck) — американский рисованный мультфильм 1953 года. Снят режиссёром Чаком Джонсом в жанре сюрреализма с элементами так называемого «самоссылающегося юмора» и ломкой «четвёртой стены», входит в серию «Весёлые мелодии».
Американский киновед Леонард Молтин назвал мультфильм Джонса и Мальтиза «Duck Amuck» — маленьким шедевром, в котором темперамент Даффи достиг апогея.
В 1994 году мультфильм занял 2-е место в списке «50 величайших мультфильмов», а в 1999 году он был включён в Национальный реестр фильмов.

## Сюжет
Даффи Дак играет мушкетёра, однако подходящая декорация (средневековый за́мок) постепенно пропадает. Мушкетёр Даффи появляется на фоне следующей декорации, деревенского пейзажа, понимает, что его образ тут не подходит и, разозлившись, переодевается в сельского жителя, напевающего Old MacDonald Had a Farm. Далее его раздражение нарастает: появляется заснеженный пейзаж — Даффи Дак становится на лыжи, на лыжах, напевая Jingle Bells, он въезжает в цветущие тропики — Даффи переодевается в национальную гавайскую одежду и поёт Алоха Оэ, но и эта декорация исчезает. Даффи Дак гневно обращается к мультипликатору, к «парню, который тут главный». В итоге ластик стирает Даффи, и тот идёт на попятную, извиняется. Карандаш снова рисует Даффи в образе ковбоя с гитарой. Тот начинает играть и петь, но нет звука, о чём Даффи сообщает соответствующей табличкой. Дают звук, но не тот: вместо звука гитары раздаются автоматная очередь, автомобильный клаксон, Даффи разбивает гитару и уходит из кадра. Вскоре он появляется без образа и начинает в крайнем гневе кричать на аниматора (глядя на зрителя), но и тут поначалу вместо его криков слышатся кукареканье петуха, уханье филина. Даффи требует нормальную декорацию, и карандаш рисует городок, правда, чёрно-белый. Даффи Дак кричит, что сюда необходимо добавить цвета, и кисточка раскрашивает его самого в безумно пёстрые оттенки. Даффи снова ругается, ластик опять его стирает, оставляя лишь глаза и рот, а потом дорисовывает остальное: Даффи превращается в невообразимую смесь цветка, лягушки и флагштока. Даффи снова стирают и рисуют: теперь он моряк, чему весьма рад, даже начинает напевать The Song of the Marines. По его просьбе рисуется необходимая декорация: море и островок на заднем плане. Даффи падает в нарисованную воду, выбирается на островок и кричит оттуда, чтобы «дали крупный план», но сначала оператор обрезает всё вокруг, оставляя в кадре лишь маленькую фигурку утки, а потом наоборот приближает так, что видны лишь горящие яростью глаза Даффи.
Даффи снова ругается на аниматора, а тем временем над ним нависает нечто чёрное огромное и тяжёлое, по-видимому, края кадра. Карандаш рисует тонкую деревянную подпорку, но она не выдерживает, ломается, и чёрная масса накрывает Даффи, тот с большим трудом выбирается и говорит: «Ладно, пора наконец начать фильм», после чего появляется надпись «THE END». С криком ужаса Даффи убирает этот кадр и подобострастно говорит аниматору: «Парень, давай спокойно всё обсудим, ты делаешь свою работу, я — свою, никто никому не мешает». Успокоившись, Даффи начинает танцевать, но новая неприятность — произошла раскалибровка кадров, и уток теперь двое, и они начинают ругаться друг с другом. Дело доходит до драки, но ластик стирает одного из Даффи. Вокруг уцелевшего Даффи рисуется летящий самолёт, теперь он — пилот в безоблачном небе. Однако кисть рисует впереди по курсу гору, и после столкновения от самолёта Даффи остаётся лишь фонарь, он катапультируется. Даффи плавно спускается на парашюте, но аниматор его стирает, а вместо парашюта рисует наковальню, утка, естественно, камнем летит вниз. В полубессознательном состоянии Даффи стоит и бьёт молотком по той самой наковальне, напевая The Village Blacksmith, но аниматор подменяет её на снаряд, происходит взрыв. Придя в себя, Даффи снова начинает в ярости кричать на аниматора («Мне всё это надоело, кто ты? Я требую, чтоб ты показался!»), тот в ответ рисует вокруг него дверь и закрывает её.
Зритель видит, что мультипликатором был Багз Банни, который, усмехаясь, говорит в камеру: «Какой я мерзавец!»

## В ролях
- Мел Бланк озвучил обоих персонажей — Даффи Дака и Багза Банни.